# Adaptations de Pinocchio au cinéma et à la télévision
Les adaptations de Pinocchio au cinéma et à la télévision ont été fort nombreuses depuis le premier film italien de Giulio Antamoro (1911) mettant en images les aventures du petit pantin créé par Carlo Collodi.

## Liste des adaptations dePinocchioau cinéma et à la télévision
- 1911 : Pinocchio, film italien de Giulio Antamoro (42 minutes)
- 1936 : Les Aventures de Pinocchio (Le avventure di Pinocchio), film italien d'animation d'Umberto Spano et Raoul Verdini (60 minutes, inachevé)
- 1939 : La Petite Clef en or (Золотой ключик, Zolotoï klioutchik), long-métrage d'animation d'animation soviétique d'Alexandre Ptouchko (72 minutes)
- 1940 : Pinocchio, long-métrage d'animation américain de Walt Disney (87 minutes)
- 1947 : Le avventure di Pinoccho, film italien de Giannetto Guardone (100 minutes)
- 1956 : Pinocchio, série télévisée de Radio-Canada.
- 1957 : Pinocchio, téléfilm américain de Paul Bogart avec Mickey Rooney.
- 1959 : Les Aventures de Bouratino (Приключения Буратино, Priklioutchenia Bouratino), film d'animation soviétique d'Ivan Ivanov-Vano et Dmitri Babitchenko (ru) (64 minutes)
- 1965 : Pinocchio dans l'espace (Pinocchio In Outer Space), long-métrage d'animation américain réalisé par Ray Goossens
- 1972 : Les Aventures de Pinocchio (Le avventure di Pinocchio), feuilleton télévisé italien de Luigi Comencini avec Nino Manfredi dans le rôle de Geppetto et Gina Lollobrigida ; six épisodes (320 minutes) en version française, cinq épisodes (300 minutes) en version italienne. Plus tard, afin d'être exploité au cinéma, le feuilleton a été remonté pour aboutir à un film d'une durée approximative de 135 minutes, sa sortie en France ayant eu lieu le 22 août 1975.
- 1972 : Les Aventures de Pinocchio (Un burattino di nome Pinocchio), film d'animation italien de Giuliano Cenci (95 minutes). La plus importante adaptation animée italienne d'après l'œuvre de Collodi.
- 1976 : Pinocchio, série animée nippo-allemande.
- 1975 : Les Aventures de Bouratino (Приключения Буратино, Priklioutchenia Bouratino), long-métrage soviétique de Leonid Netchaïev (132 minutes)
- 1987 : Pinocchio et l'Empereur de la Nuit (Pinocchio and the Emperor of the Night), long-métrage animé américain d'Hal Sutherland.
- 1996 : Pinocchio (The Adventures of Pinocchio), film américain de Steve Barron
- 1997 : La Revanche de Pinocchio (Pinocchio's Revenge), version film d'horreur américain du conte
- 2000 : Pinocchio et Gepetto (The New Adventures of Pinocchio), film britannique de Michael Anderson
- 2001 : A.I. Intelligence artificielle (Artificial Intelligence: A.I.), film de science-fiction américain de Steven Spielberg sur une idée de Stanley Kubrick, ou le Pinocchio des temps modernes.
- 2002 : Pinocchio, film de et avec Roberto Benigni dans le rôle-titre, scénario de Vincenzo Cerami et Roberto Benigni.
- 2004 : Pinocchio le robot (Pinocchio 3000), film d'animation en images de synthèse de Daniel Robichaud qui transpose l'histoire du pantin en l'an 3000.
- 2008 : Pinocchio, un cœur de bois, téléfilm anglo-italien réalisé par Alberto Sironi, avec Robbie Kay (Pinocchio) et Bob Hoskins (Geppetto).
- 2010 : un épisode de la série d'animation Simsala Grimm[1].
- 2011 : certains personnages de Pinocchio dans la série Once Upon a Time d'Edward Kitsis et Adam Horowitz, tels que Pinocchio (Jakob Davies sous forme de pantin et enfant et Eion Bailey adulte) qui est appelé August, adulte, et est écrivain, Geppetto (Tony Amendola) ou Marco, sous la malédiction qui est le réparateur de la ville, Jiminy Cricket (Raphael Sbarge) ou Archie qui se trouve être psychiatre et la Fée Bleue (Keegan Connor Tracy) qui est bonne sœur.
- 2013 : Pinocchio, film d'animation coproduit par l'Italie, la France, la Belgique et le Luxembourg, réalisé par Enzo D'Alò.
- 2013 : Pinocchio, mini-série allemande en deux épisodes de 90 minutes, réalisé par Anna Justice, et diffusé en France sur Canal+ en 2014.
- 2019 : Pinocchio, film franco-italien réalisé par Matteo Garrone, avec Roberto Benigni[2]
- 2021 : Pinocchio: A True Story (Пиноккио. Правдивая история), film russe d'animation réalisé par Vassili Rovenski[3].
- 2022 : Pinocchio, film d'animation en volume américano-mexicain réalisé par Guillermo del Toro et Mark Gustafson (en)[2]
- 2022 : Pinocchio, film américain réalisé par Robert Zemeckis, avec Tom Hanks, transposition en prise de vues réelles par les studios Walt Disney de leur film d'animation de 1940[4].